# スコット・ヒギンボザム

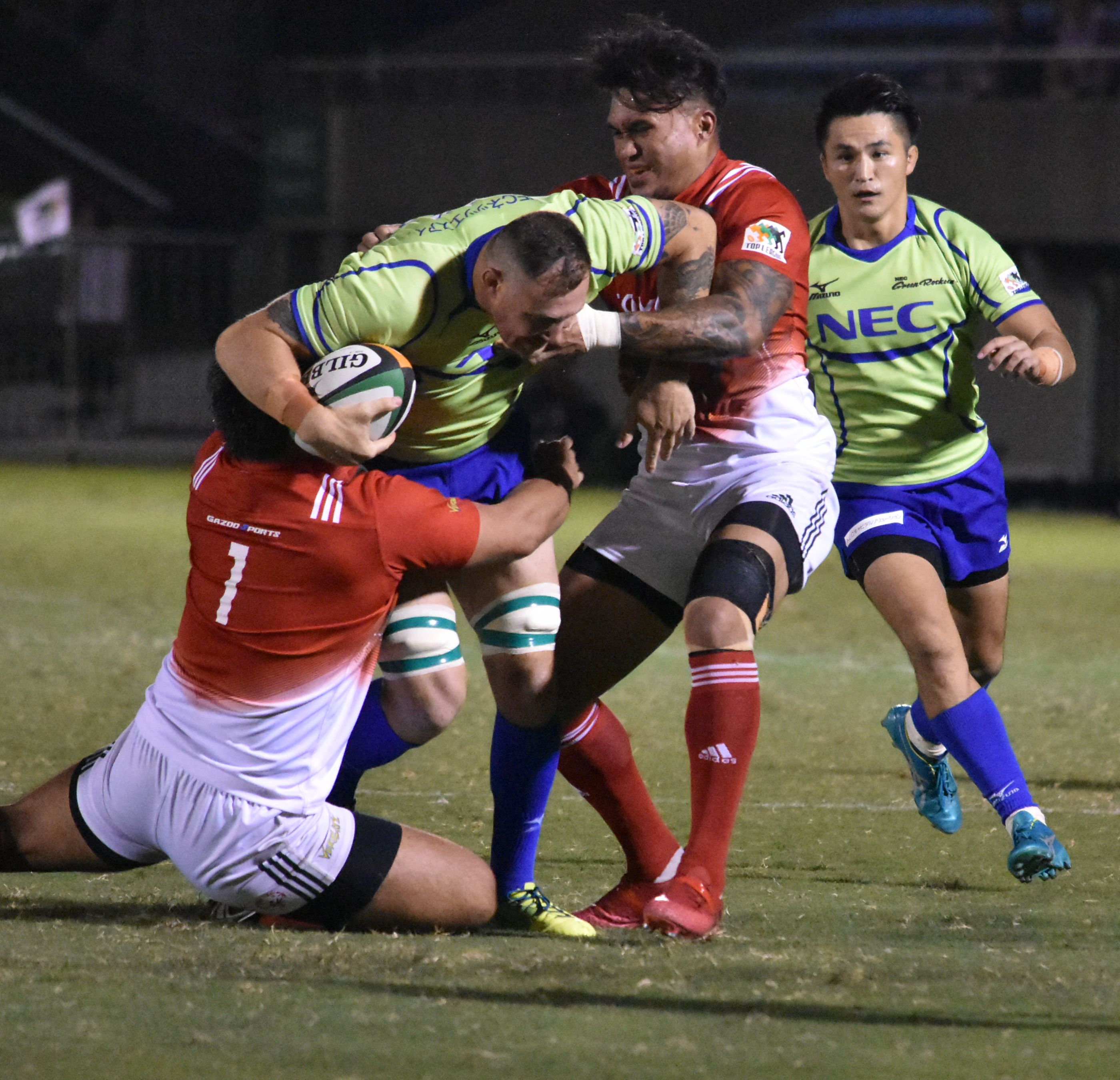
秩父宮ラグビー場（2018年9月8日撮影）

スコット・ヒギンボザム（Scott Higginbotham, 1986年9月5日 - ）は、オーストラリア出身の元ラグビー選手。ポジションはナンバーエイト(No8)、フランカー(FL)。

## 人物
1986年9月5日、パースで生まれる。
身長195cm、体重107kg。
オーストラリア代表通算キャップ数は34。

## キャリア
サウスポート・スクール卒業、2007年にスーパー14(現スーパーラグビー)のレッズアカデミー選手として入り、同年、シニアチームに昇格する。デビューのブルズ戦で、ブライアン・ハバナにタックルし、骨にひびを入れる。
2010年、ワラビーズに初選出、フランス戦で代表デビュー。2011年、ワールドカップのオーストラリア代表に選出された。
その後レベルズに移籍し、2015年、トップリーグのNECグリーンロケッツに加入。同年11月14日に行われたジャパンラグビートップリーグ第1節の豊田自動織機シャトルズ戦に先発出場で日本での公式戦初出場を果たす。 
2017年、負傷のために登録を解除した。
2019年、ボルドー・ベグルに加入。
2021年、現役を引退した。